# Lars Klingbeil

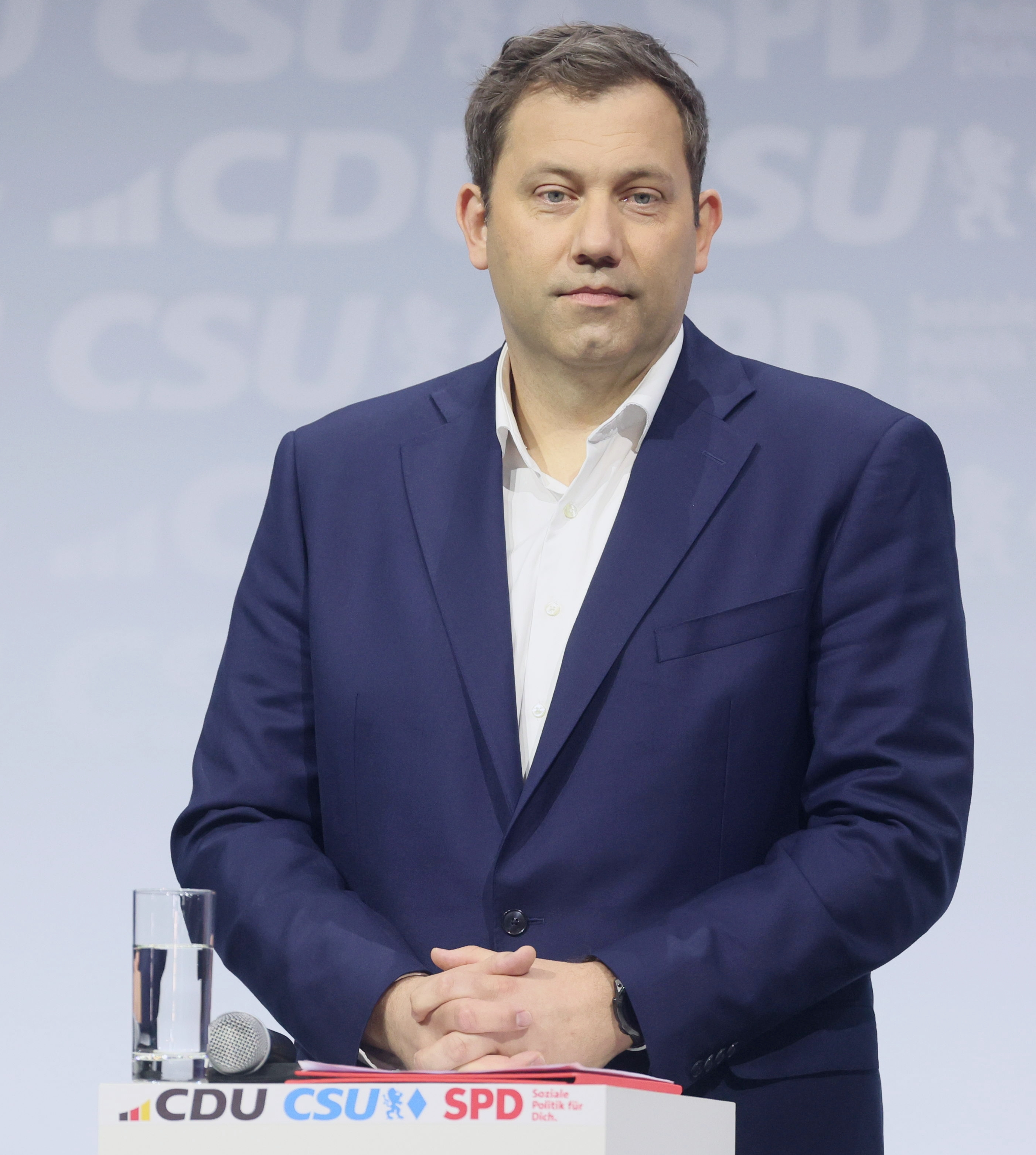
Lars Klingbeil (2025)

Lars Klingbeil (* 23. Februar 1978 in Soltau) ist ein deutscher Politiker (SPD). Er ist seit dem 11. Dezember 2021 einer der beiden Bundesvorsitzenden der SPD und seit dem 6. Mai 2025 Vizekanzler und Bundesminister der Finanzen im Kabinett Merz.
Von Mai 2003 bis November 2007 war er einer der stellvertretenden Bundesvorsitzenden der Jusos. Seit Oktober 2009 ist er Mitglied des Deutschen Bundestages, dem er zuvor bereits von Januar bis Oktober 2005 angehörte. Von Dezember 2017 bis Dezember 2021 war er Generalsekretär der SPD und von Februar 2025 bis zu seiner Ernennung als Bundesminister im Mai 2025 kurzzeitig Vorsitzender der SPD-Bundestagsfraktion.

## Leben

### Herkunft und Ausbildung
Klingbeil wuchs als Sohn eines Soldaten der Bundeswehr und einer Einzelhandelskauffrau in Munster auf. Nach dem Abitur 1998 am dortigen Gymnasium und dem Zivildienst in der Bahnhofsmission in Hannover begann er 1999 ein Studium der Politikwissenschaft, Soziologie und Geschichte an der Universität Hannover, das er 2004 mit dem Magister Artium abschloss. Von 2001 bis 2004 war er Stipendiat der Friedrich-Ebert-Stiftung.

### Politische Anfänge
Neben dem Studium arbeitete Klingbeil von 2001 bis 2003 im Wahlkreisbüro von Bundeskanzler Gerhard Schröder und dem Bundestagsabgeordneten Heino Wiese. Er gehörte von 2001 bis 2016 dem Rat der Stadt Munster an und war von 2002 bis 2021 Vorstandsmitglied des SPD-Bezirks Nord-Niedersachsen, ab 2010 als stellvertretender Bezirksvorsitzender. Nach dem Studium arbeitete er von 2004 bis 2005 als Jugendbildungsreferent der SPD Nordrhein-Westfalen. Von 2003 bis 2007 war er einer der stellvertretenden Bundesvorsitzenden der Jusos und von 2004 bis 2007 Mitglied der Internationalen Kommission des SPD-Parteivorstands.
Er rückte am 24. Januar 2005 für den im Zuge der Gehälter-Affäre zurückgetretenen SPD-Abgeordneten Jann-Peter Janssen in den 15. Deutschen Bundestag nach und war Mitglied im Europaausschuss und stellvertretendes Mitglied im Gesundheitsausschuss und im Verteidigungsausschuss.
Nach dem negativen Ausgang der Vertrauensfrage vom 1. Juli 2005 kam es zur vorgezogenen Bundestagswahl am 18. September 2005.
Klingbeil verpasste den Wiedereinzug in den Bundestag, schied aus dem Bundestag aus und war von 2005 bis zum Wiedereinzug in den Bundestag nach der Bundestagswahl 2009 Büroleiter des SPD-Landesvorsitzenden Garrelt Duin. Er gehörte von 2006 bis 2018 dem Kreistag des Landkreises Soltau-Fallingbostel bzw. später des Heidekreises an und war von 2006 bis 2020 Vorsitzender des SPD-Unterbezirks Heidekreis.

### Mitglied des Deutschen Bundestages (seit 2009)

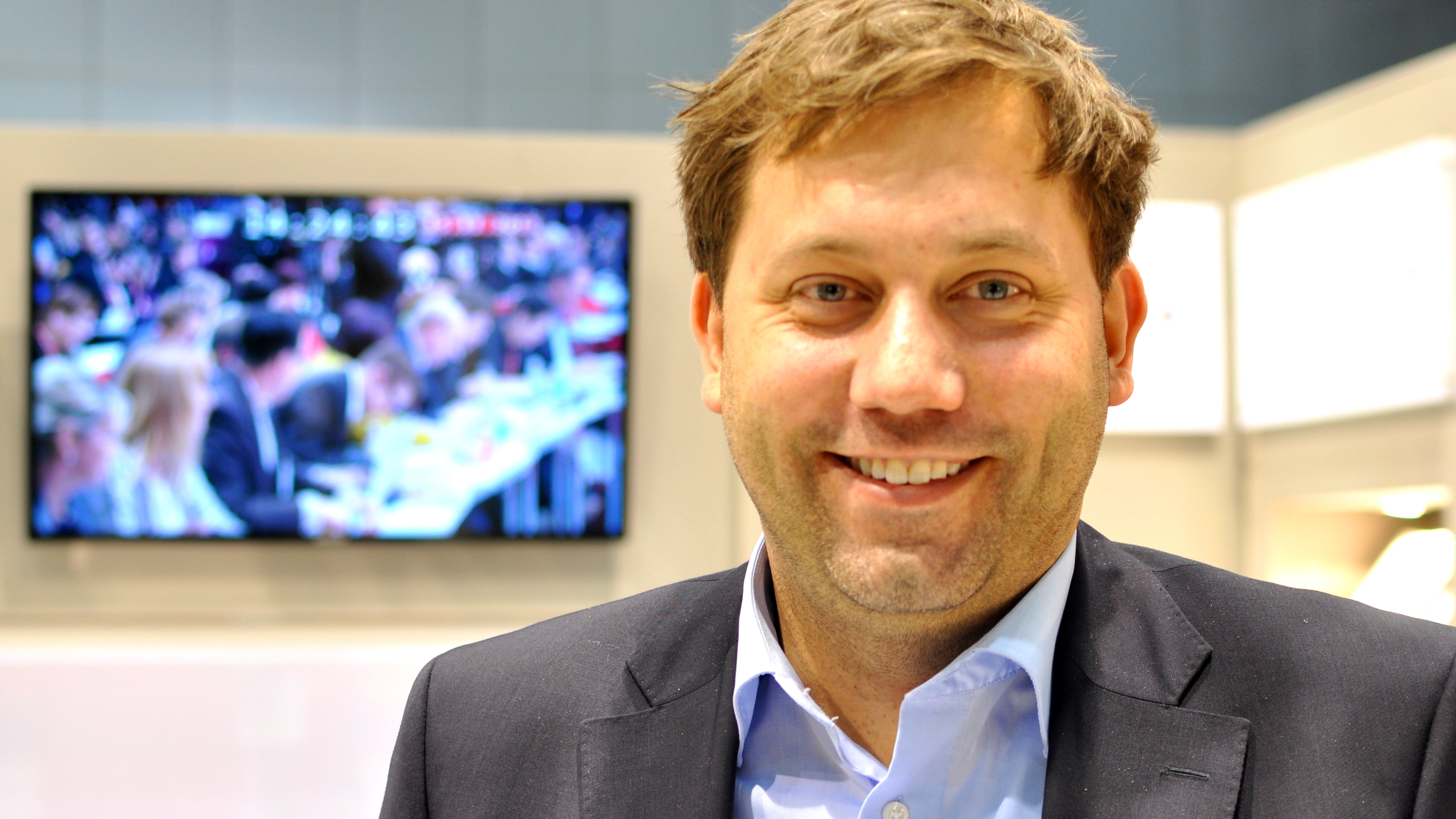
Lars Klingbeil (2013)

Bei der Bundestagswahl 2009 zog er über Platz 7 der Landesliste Niedersachsen in den Deutschen Bundestag ein. Im Wahlkreis Rotenburg I – Soltau-Fallingbostel unterlag er mit 35,3 Prozent der Erststimmen Reinhard Grindel von der CDU, der 40,2 Prozent der Erststimmen erhielt. In der 17. Wahlperiode war er Mitglied im Verteidigungsausschuss, im Unterausschuss Neue Medien und in der Enquete-Kommission Internet und digitale Gesellschaft. Außerdem war er Fraktionssprecher im Unterausschuss Neue Medien, Sprecher der Fraktionsarbeitsgruppe der Enquete-Kommission Internet und digitale Gesellschaft und stellvertretender Vorsitzender der SPD-Landesgruppen Niedersachsen/Bremen.
Bei der Bundestagswahl 2013 zog er über Platz 9 der Landesliste Niedersachsen in den Deutschen Bundestag ein. Im Wahlkreis Rotenburg I – Heidekreis unterlag er mit 40,6 Prozent der Erststimmen erneut Reinhard Grindel von der CDU, der 44,8 Prozent der Erststimmen erhielt. In der 18. Wahlperiode war er Mitglied im Verteidigungsausschuss und im Ausschuss Digitale Agenda. Außerdem war er Sprecher der Fraktionsarbeitsgruppe Digitale Agenda und Vorsitzender der SPD-Landesgruppen Niedersachsen/Bremen. Bei der Bundestagswahl 2017 kandidierte er auf Platz 7 der Landesliste Niedersachsen und im Wahlkreis Rotenburg I – Heidekreis, wo er sich mit 41,2 zu 36,1 Prozent der Erststimmen gegen Kathrin Rösel von der CDU durchsetzte und damit erstmals das Direktmandat gewann. In der 19. Wahlperiode war er stellvertretendes Mitglied im Verteidigungsausschuss, im Ausschuss Digitale Agenda und im 1. Untersuchungsausschuss des Verteidigungsausschusses der 19. Wahlperiode des Deutschen Bundestages. Außerdem war er stellvertretender Vorsitzender der SPD-Landesgruppen Niedersachsen/Bremen. Bei der Bundestagswahl 2021 kandidierte er auf Platz 5 der Landesliste Niedersachsen und im Wahlkreis Rotenburg I – Heidekreis, wo er sich mit 47,6 zu 26,4 Prozent der Erststimmen gegen Carsten Büttinghaus von der CDU durchsetzte und erneut das Direktmandat gewann.

Bis 2015 war er Mitglied der Parlamentarischen Linken. Seitdem gehört er dem Seeheimer Kreis an, in dem sich der konservative Flügel der SPD-Bundestagsfraktion zusammengeschlossen hat. 

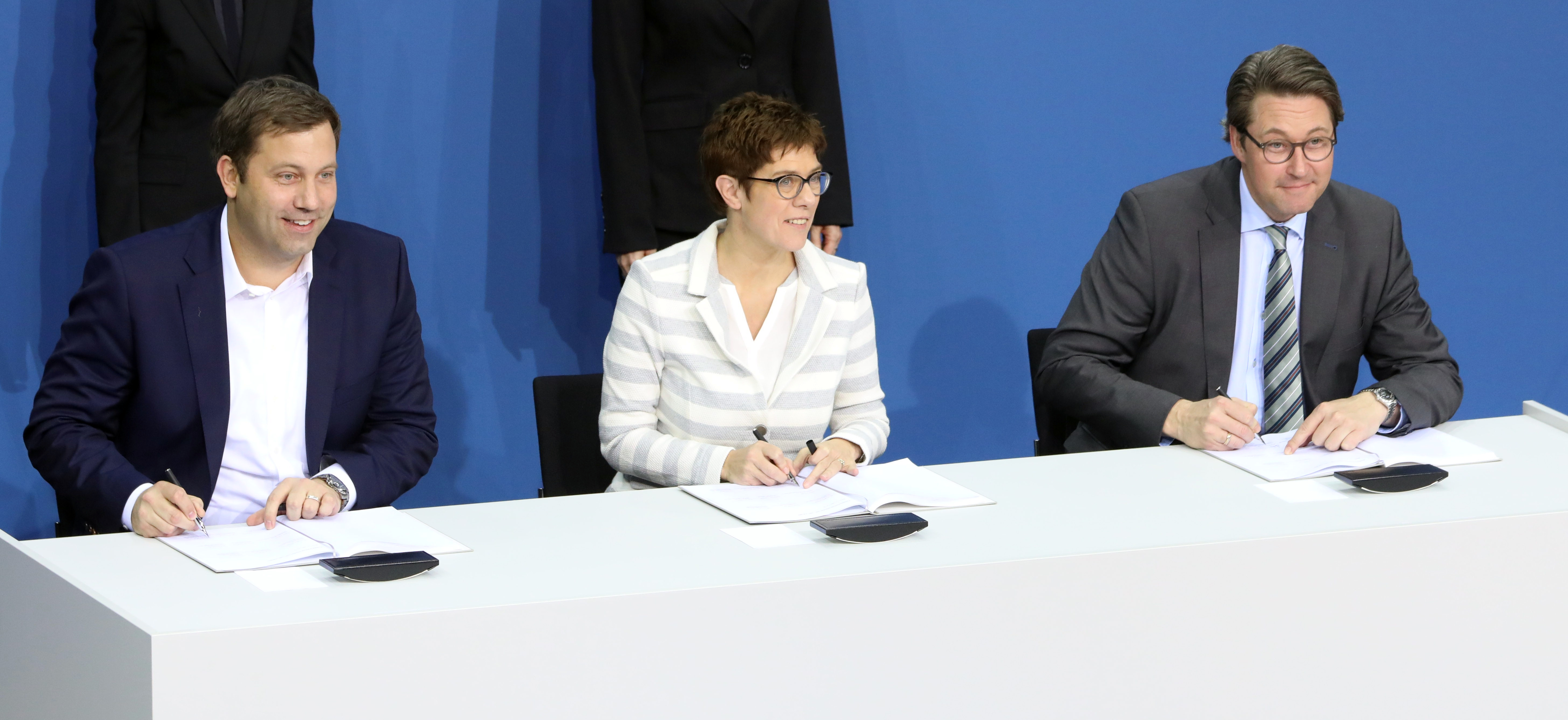
Lars Klingbeil als SPD-Generalsekretär bei der Unterzeichnung des Koalitionsvertrages der Großen Koalition (2018)

### Aufstieg in der SPD

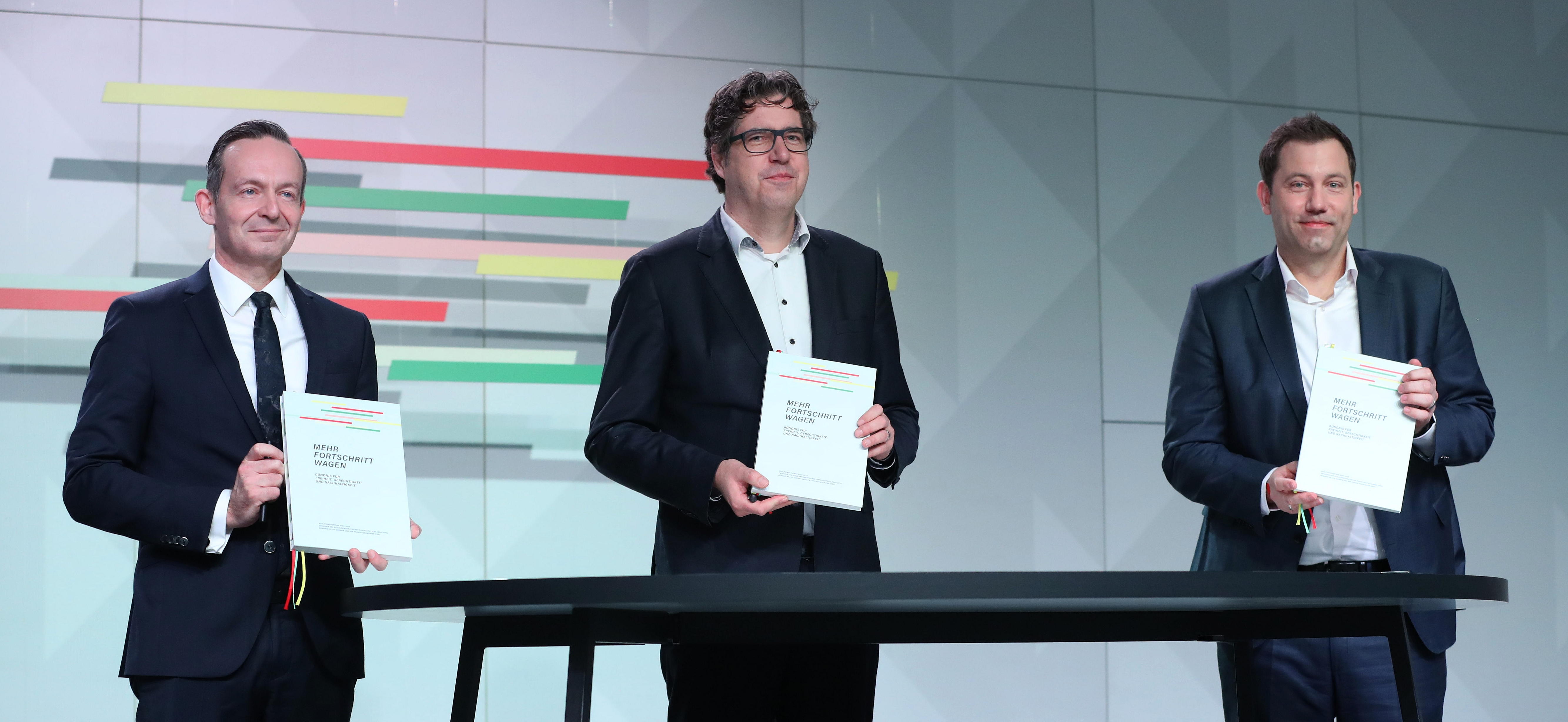
Klingbeil zusammen mit Volker Wissing und Michael Kellner mit dem Koalitionsvertrag der Ampelparteien (2021)

Am 23. Oktober 2017 nominierte das Parteipräsidium Klingbeil auf Vorschlag des Parteivorsitzenden Martin Schulz als Nachfolger für den scheidenden Generalsekretär Hubertus Heil. Auf dem Bundesparteitag am 8. Dezember 2017 wurde er mit 70,6 Prozent der Delegiertenstimmen in das Amt gewählt und auf dem Bundesparteitag am 6. Dezember 2019 mit 79,9 Prozent der Delegiertenstimmen im Amt bestätigt. In seiner Funktion als Generalsekretär handelte Klingbeil im Frühjahr 2018 den Koalitionsvertrag mit den Unionsparteien mit aus und warb beim anschließenden Mitgliedervotum erfolgreich für die Zustimmung der SPD-Mitglieder. Er organisierte den Wahlkampf bei der Europawahl 2019, den Mitgliederentscheid bei der Wahl zum SPD-Vorsitz 2019 und den Wahlkampf bei der Bundestagswahl 2021. Als Generalsekretär war er Herausgeber des Vorwärts. Am 8. November 2021 nominierte das Parteipräsidium Klingbeil als Nachfolger für den scheidenden Parteivorsitzenden Norbert Walter-Borjans. Auf dem Bundesparteitag am 11. Dezember 2021 wurde er mit 86,3 Prozent der Delegiertenstimmen zum Parteivorsitzenden gewählt. Die bisherige Parteivorsitzende Saskia Esken wurde wiedergewählt. Nachfolger von Klingbeil als Generalsekretär wurde Kevin Kühnert. Auf dem Bundesparteitag am 8. Dezember 2023 wurde er mit 85,6 Prozent der Stimmen wiedergewählt; auch Esken wurde wiedergewählt. Auf dem Bundesparteitag am 27. Juni 2025 wurde Klingbeil mit 64,9 Prozent der Stimmen als Parteivorsitzender wiedergewählt; er erhielt damit das bis dato schlechteste Ergebnis bei einer SPD-Vorsitzendenwahl ohne Gegenkandidaten. Zur Co-Vorsitzenden wurde Bärbel Bas gewählt.
Am 26. Februar 2025 wurde er im Nachgang der Bundestagswahl 2025 mit 85,6 Prozent der Stimmen als Nachfolger von Rolf Mützenich zum Vorsitzenden der SPD-Bundestagsfraktion gewählt. Nach Klingbeils Ernennung zum Vizekanzler und Bundesfinanzminister am 6. Mai 2025 wurde am Folgetag Matthias Miersch zu seinem Nachfolger gewählt.

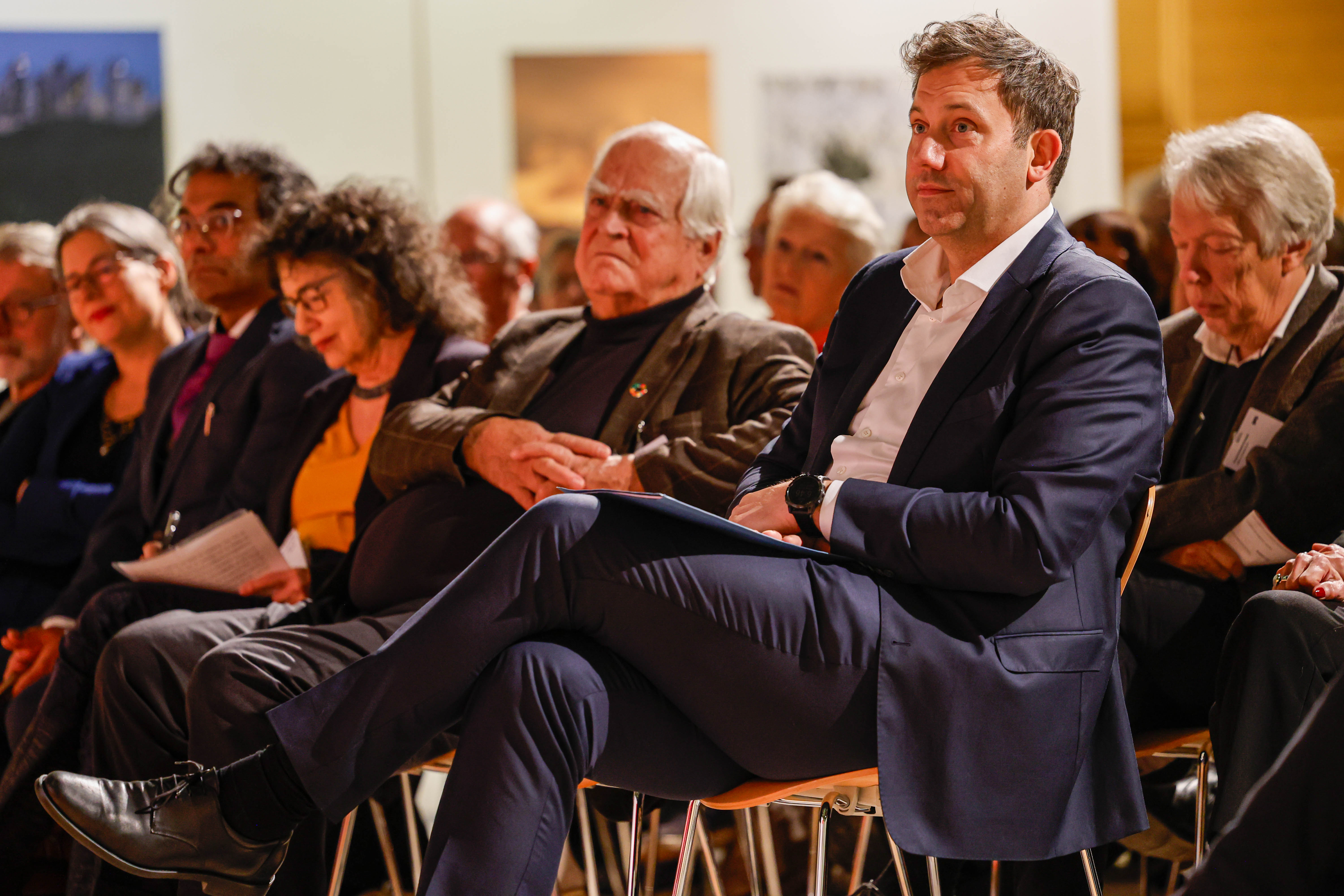
Lars Klingbeil (2023)

## Politische Positionen

### Verteidigungspolitik
Sein Vater war noch Soldat bei der Bundeswehr, Klingbeil verweigerte den Wehrdienst. Seine kritische Haltung zur Bundeswehr änderte er nach eigenen Angaben im Zuge der Terroranschläge am 11. September 2001, bei denen er vor Ort in New York City war. Politisch setzt er sich für eine Anhebung des Wehretats ein; als möglicher Grund gilt, dass der Rheinmetall-Standort Unterlüß, der in der Region viele Menschen beschäftigt, an seinen Wahlkreis angrenzt. Trotzdem hat er sich für einen Stopp von Waffenexporten für am Jemen-Krieg beteiligte Länder eingesetzt. Bis 2017 gehörte Klingbeil den Präsidien der Lobbyvereine Deutsche Gesellschaft für Wehrtechnik und Förderkreis Deutsches Heer an. Er befürwortet die Anschaffung von bewaffneten Drohnen durch die Bundeswehr.

### Netzpolitik
In einem mit Martin Oetting und Mathias Richel verfassten Beitrag entwickelte Klingbeil im Juli 2011 anhand von sechs Aufgaben an die Sozialdemokratie sein Bild einer „echten sozialdemokratischen Netzpolitik“. Folgende Faktoren hielt er in diesem Zusammenhang für essenziell:
- Demokratische Erneuerung
- Offenheit und Transparenz
- Kopieren als Wesensmerkmal
- Zugang für alle
- Arbeitsplätze werden Zustände und hören auf, Orte zu sein
- Kommunikation mit Menschen und für Menschen

Die Anschläge in Norwegen vom Juli 2011 nahm Klingbeil zum Anlass, eine stärkere Überwachung des Internets durch deutsche Sicherheitsbehörden zu fordern. Er erklärte in diesem Zusammenhang im Deutschlandfunk, es gebe zu wenige Experten in den deutschen Sicherheitsbehörden, um beispielsweise Seiten mit rechtsextremen Inhalten zu beobachten. Da diese Server weltweit zu finden seien, müsse verstärkt auch auf eine internationale Zusammenarbeit der Ermittler gesetzt werden, weiterhin sei eine Erhöhung der Anzahl von Beamten in den Strafverfolgungsbehörden erforderlich. Insbesondere ein Vorgehen gegen Rechtsextreme sei nötig. Er unterstützt die Forderung der Polizeigewerkschaft Bund Deutscher Kriminalbeamter (BDK), eine Art Alarmknopf zur Meldung rechtsextremer Seiten zu fördern. Klingbeil fordert eine gesetzliche Festschreibung der Netzneutralität.

### Sozialpolitik
Klingbeil sprach sich im Januar 2019 gegen die Abschaffung aller Hartz-IV-Sanktionen aus. Allerdings hielt er die Streichung von Mietzuschüssen für falsch und forderte hier Korrekturen. Als Kevin Kühnert auf dem SPD-Bundesparteitag im Dezember 2019 über die Abschaffung aller Hartz-IV-Sanktionen abstimmen lassen wollte, sprach sich Klingbeil erneut gegen die Abschaffung aus. Im Juli 2023 schlug Klingbeil vor, für neu geschlossene Ehen das Splitting-Verfahren bei der Einkommensteuer abzuschaffen.

### Klimapolitik
Klingbeil äußerte sich Anfang 2021 zur Klimapolitik seiner Partei: „Der Ansatz, den wir in unserem Programm wählen, geht ganz bewusst nach vorne. Der sagt: Lasst uns doch auch die Chancen der neuen Technologie nutzen, lasst uns radikal auf Wasserstoff setzen, erneuerbare Energien ausbauen, lasst uns einen Jobmotor in Deutschland daraus machen.“ Er bezeichnet im selben Jahr die klimaneutrale Transformation als „Jahrhundertaufgabe“, die nicht nur über einen CO2-Preis, sondern auch über weitere Instrumente gelöst werden müsse, wozu der Ausbau erneuerbarer Energien, die Abschaffung der EEG-Umlage, der Aufbau eines modernen Mobilitätssystems und die Verpflichtung der öffentlichen Hand, ausschließlich klimaneutrale Grundstoffe zu nutzen, gehöre. Klingbeil plädierte 2021 in der Debatte um eine konkrete Festschreibung eines CO2-Preises für Zurückhaltung und sprach sich dabei gegen einen Preis von 60 Euro pro Tonne CO2 aus, um Eigenheimbesitzer und Pendler vor Belastungen zu schützen.
Klingbeil befürwortet den Ausbau der A 7 in seinem Wahlkreis zwischen Soltau-Ost und Bad Fallingbostel auf sechs Spuren. Einen Neubau der Bahnstrecke Hamburg–Hannover entlang der A 7 lehnt er ab, wofür er von Fridays for Future kritisiert wurde.

### Russland
Klingbeil war Mitglied des Kuratoriums des Vereins Deutschland-Russland – Die neue Generation, eines Netzwerks für junge Führungskräfte aus Deutschland und Russland. Gerhard Schröder unterstützte Klingbeil beim Bundestagswahlkampf 2017 und trat auf Wahlveranstaltungen auf. Klingbeil störte sich nicht daran, dass Schröder kurz zuvor Aufsichtsrat bei Rosneft geworden war. Klingbeil sagte im März 2022, dass die SPD, im Nachhinein betrachtet, die Entwicklung in Russland anders hätte bewerten müssen. Er nannte dazu den Georgienkrieg, die Krimannexion und die Auftragsmorde. Bingener und Markus Wehner kommentieren: „Warum es nicht dazu kam, darüber sagt Klingbeil ebenso wenig etwas wie über seine eigene Rolle, etwa als Mitarbeiter von Schröder und Wiese und im kremlnahen Verein ‹Deutschland-Russland – Die neue Generation›.“

## Rezeption
Nach der Bundestagswahl 2025, bei der die SPD das schlechteste Wahlergebnis seit dem Zweiten Weltkrieg erreicht hatte, kritisierte der Bundesvorsitzende der Jusos, Philipp Türmer, Klingbeil greife als „einer der Architekten des Misserfolgs als erste Reaktion zum Fraktionsvorsitz“. Der frühere SPD-Politiker Matthias Machnig kritisierte die Wahl als „Selbstermächtigung oder gar Bonapartismus“. Der SPD-Parteivorstand sowie die beiden großen Flügel der SPD-Bundestagsfraktion, der Seeheimer Kreis und die Parlamentarische Linke, unterstützten Klingbeils Wahl.

## Privates
Seit August 2019 ist Klingbeil mit Lena-Sophie Müller verheiratet, die seit 2014 Geschäftsführerin der Initiative D21 ist. Er ist Vater eines Sohnes und lebt in Munster.
In seiner Jugend war er nach eigenen Angaben in der Antifa aktiv, was ihn zur Politik geführt habe.
Klingbeil ist Christ evangelischer Konfession, stellt dies aber öffentlich wenig heraus; entsprechend gibt es wenige konkrete Aussagen von ihm zu Religion und Kirche. Seinen Amtseid als Bundesfinanzminister schloss er 2025 wie die Mehrheit des neuen Kabinetts mit „So wahr mir Gott helfe“ ab.
Er spielt in seiner Freizeit Gitarre und war Sänger sowie Gitarrist der Rockband Sleeping Silence. Darüber hinaus betreibt er regelmäßig Crossfit. Seit März 2022 ist der langjährige Anhänger des Vereins Mitglied des Verwaltungsbeirats des FC Bayern München. Klingbeil ist Kuratoriumsmitglied der Sepp-Herberger-Stiftung.
Lars Klingbeil ist weiterhin Mitglied der IG Bergbau, Chemie, Energie.
Im Jahre 2025 machte er in dem Interviewpodcast Alles gesagt? öffentlich, 2014 an Zungenkrebs erkrankt gewesen und derzeit wieder geheilt zu sein. Zuvor sei er jahrelang starker Raucher gewesen.

## Auszeichnungen
- 2022: Stratege des Jahres, Politikaward des Magazins Politik & Kommunikation und der Quadriga Hochschule Berlin[58]
- 2025: Orden wider den tierischen Ernst[59]